# (12796) Kamenrider
(12796) Kamenrider ist ein Hauptgürtelasteroid. Er wurde am 16. November 1995 von Akimasa Nakamura vom Kuma-Kōgen-Observatorium in der japanischen Kleinstadt Kumakōgen entdeckt.
Er wurde nach dem fiktiven Charakter „Kamen Rider“ benannt, der in einer von 1971 bis 1973 ausgestrahlten japanischen TV-Serie zu sehen war.